# 安迪卡·拉馬迪安斯亞
安迪卡·拉馬迪安斯亞（1998年1月6日—），前印度尼西亞男子羽毛球運動員，2022年起轉為代表澳大利亞參加國際賽。

## 簡歷
安迪卡·拉馬迪安斯亞曾與里諾夫·里瓦爾迪、安延利卡·維拉達瑪、米歇爾·克里斯廷·班達索搭檔參加國際賽。2017年，他與米歇爾·克里斯廷·班達索在新加坡國際系列賽混雙項目奪冠。2018年，他改與本娥·菲特里亞尼·羅馬迪尼搭檔，兩人曾在馬來西亞國際系列賽奪冠。
因為頻繁更換搭檔，使安迪卡·拉馬迪安斯亞的國際賽成績難以更進一步，最終在2022年取消在印尼羽協的註冊，該年在雪梨國際賽再次亮相時，已轉為代表澳大利亞出賽，目前在訓練。

## 主要比賽成績
只列出曾進入準決賽的國際賽事成績：
| 年份            | 賽事                       | 公開賽級別 | 項目     | 拍檔                           | 成績   |
| --------------- | -------------------------- | ---------- | -------- | ------------------------------ | ------ |
| 代表 印度尼西亞 |                            |            |          |                                |        |
| 2015年          | 樂魚羽毛球國際系列賽       | 國際系列賽 | 混合雙打 | 米歇尔·克里斯廷·班达索         | 準決賽 |
| 2015年          | 亞洲青年羽毛球錦標賽       | 其他       | 混合團體 | －                             | 季軍   |
| 2015年          | 世界青年羽毛球錦標賽       | 其他       | 混合團體 | －                             | 亞軍   |
| 2016年          | 印尼羽毛球國際系列賽       | 國際系列賽 | 男子雙打 | 里诺夫·里瓦尔迪                | 準決賽 |
| 2016年          | 新加坡羽毛球國際系列賽     | 國際系列賽 | 混合雙打 | 安延利卡·維拉達瑪              | 準決賽 |
| 2016年          | 越南羽毛球國際系列賽       | 國際系列賽 | 混合雙打 | 安延利卡·維拉達瑪              | 亞軍   |
| 2016年          | 印度羽毛球國際挑戰賽       | 國際挑戰賽 | 混合雙打 | 安延利卡·維拉達瑪              | 準決賽 |
| 2017年          | 越南羽毛球國際挑戰賽       | 國際挑戰賽 | 混合雙打 | 米歇尔·克里斯廷·班达索         | 準決賽 |
| 2017年          | 馬來西亞羽毛球國際系列賽   | 國際系列賽 | 混合雙打 | 米歇尔·克里斯廷·班达索         | 準決賽 |
| 2017年          | 新加坡羽毛球國際系列賽     | 國際系列賽 | 混合雙打 | 米歇尔·克里斯廷·班达索         | 冠軍   |
| 2018年          | 馬來西亞羽毛球國際挑戰賽   | 國際挑戰賽 | 混合雙打 | 米歇爾·克里斯廷·班達索         | 亞軍   |
| 2018年          | 印尼邦加勿里洞羽毛球大師賽 | 超級100賽  | 混合雙打 | 本娥·菲特里亚尼·罗马迪尼       | 準決賽 |
| 2018年          | 馬來西亞羽毛球國際系列賽   | 國際系列賽 | 混合雙打 | 本娥·菲特里亚尼·罗马迪尼       | 冠軍   |
| 2019年          | 馬來西亞羽毛球國際系列賽   | 國際系列賽 | 混合雙打 | 本娥·菲特里亚尼·罗马迪尼       | 亞軍   |
| 代表            |                            |            |          |                                |        |
| 2022年          | 雪梨羽毛球國際賽           | 國際系列賽 | 男子雙打 | Kenneth Zhe Hooi Choo          | 準決賽 |
| 2024年          | 本迪戈羽毛球國際賽         | 國際挑戰賽 | 男子雙打 | 普拉穆迪亚·库苏马瓦达纳·里扬托 | 準決賽 |
| 2024年          | 雪梨羽毛球國際賽           | 國際挑戰賽 | 混合雙打 | 清水望                         | 亞軍   |

| 2007-2017年 | 首要超級賽 | 超級賽 | 黃金大獎賽 | 大獎賽 | 國際挑戰賽 | 國際系列賽 | 未來系列賽 | 其他 |

| 2018-2026年 | 總決賽 | 超級1000賽 | 超級750賽 | 超級500賽 | 超級300賽 | 超級100賽 | 國際挑戰賽 | 國際系列賽 | 未來系列賽 | 其他 |